# Ribeirão Preto Challenger 1992
Il Ribeirão Preto Challenger 1992 è stato un torneo di tennis facente parte della categoria ATP Challenger Series nell'ambito dell'ATP Challenger Series 1992. Il torneo si è giocato a Ribeirão Preto in Brasile dal 3 al 9 agosto 1992 su campi in terra rossa.

## Vincitori

### Singolare
Gabriel Silberstein ha battuto in finale  Mario Tabares con il punteggio di 7–6, 7–6

### Doppio
Christer Allgårdh /  Maurice Ruah hanno battuto in finale  Lan Bale /  Brendan Curry con il punteggio di 2–6, 7–5, 6–4